# Indian Airlines
Pour les articles homonymes, voir IAC.
Indian Airlines Limited, (en hindi इंडियन एयरलाइन्स) (code AITA : IC ; code OACI : IAC) était la compagnie aérienne nationale intérieure de l'Inde. Elle a fusionné avec Air India le 27 février 2011.

## La compagnie
Indian Airlines était basée à Delhi, et desservait des destinations intérieures et internationales à travers toute l'Asie. Elle commença son activité avec des Vickers Viscount, puis acheta d'autres types d'avions. Elle fusionna en 2011 avec Air India.